# Turzyca poznańska
Turzyca poznańska (Carex repens Bellardi) – gatunek rośliny z rodziny ciborowatych. 

## Rozmieszczenie geograficzne
Występuje w rozproszeniu w Europie środkowej i południowej. W Polsce rośnie nad dolną Wisłą między Nieszawą a Chełmnem na kilku stanowiskach. 

## Morfologia
PokrójRoślina trwała, wysokości 25–50 cm, z długimi podziemnymi rozłogami pokrytymi brunatnymi strzępami pochew liściowych.
ŁodygaWzniesiona, ulistniona tylko w dole.
KwiatyKwiatostan złożony z gęsto ustawionych kłosów, u góry męskich, w środku obupłciowych i na dole żeńskich. Pęcherzyki na trzoneczkach, ze skrzydełkami, z długim dzióbkiem z rdzawym szczytem.
OwoceOrzeszek.

## Biologia i ekologia
- Bylina, hemikryptofit. Kwitnie od maja do czerwca. Rozmnaża się wegetatywnie; nasiona tworzą się rzadko i nie kiełkują[4].
- Siedlisko: Rośnie na piaszczystych terasach Wisły[4].

## Zagrożenia i ochrona
Gatunek umieszczony w Polskiej Czerwonej Księdze Roślin (2001) w kategorii LR (gatunek niższego ryzyka); w wydaniu z roku 2014 otrzymał kategorię VU (narażony). Umieszczony także na Czerwonej liście roślin i grzybów Polski (2006) w kategorii R (rzadki - potencjalnie zagrożony). W wydaniu z 2016 roku otrzymał kategorię VU (narażony).